# Ядыгар-Мухаммед
Ядыгар-Мухаммед хан, Джан-Мухаммед, после крещения Симеон Касаевич (известен также как Едигер, царевич Астраханский; 1522 — осень 1565) — казанский хан в марте — октябре 1552 года. Сын астраханского хана Касима.

## Биография
В 1542 году выехал на службу в Россию.
В 1550 году участвовал в русском походе на Казань, но в том же году оставил службу и отъехал в Ногайскую Орду.

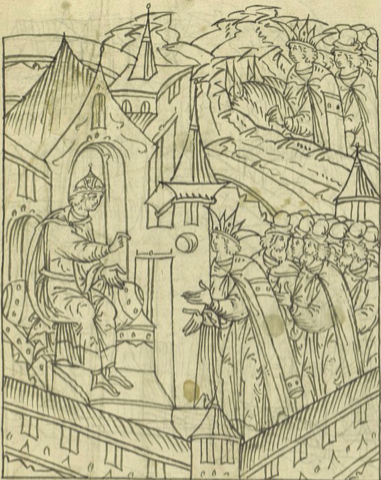
Едигер переходит на службу к Ивану IV

В 1551 году братья Растовы наметили его кандидатом на престол Казани и вели с ним переписку, за что подверглись репрессиям со стороны хана Шах-Али.
В 1552 году правительством Чапкына Отучева, сорвавшего мирное присоединение Казани к Москве, был приглашен на казанский престол. На тот момент ему было не менее 30 лет. В Казань его сопровождал отряд ногайцев под командованием тезки Джан-Мухаммеда.
После взятия Казани в октябре 1552 года перешёл на службу Ивану IV.

## Симеон Касаевич, царь Казанский
В январе 1553 года ему было предложено креститься. 26 февраля он крестился с именем Симеон.
В удел был пожалован город Звенигород (1554—1565).
В ноябре 1553 года была торжественно (на государственном уровне) справлена его свадьба с Марией Андреевной Клеопиной-Кутузовой.
Участвовал в Ливонской войне, в частности, во взятии крепости Озерище.
Умер в 1565 году, погребён в Чудовом монастыре.